# Eleição presidencial na Palestina em 2005
As eleições presidenciais foram realizadas na Cisjordânia e na Faixa de Gaza da Autoridade Nacional Palestiniana no domingo, 9 de janeiro de 2005, para eleger o Presidente da Autoridade Nacional Palestina, para suceder Yasser Arafat, que morreu em 11 de novembro de 2004. A eleição foi a primeira a ser realizada desde as eleições de 1996 e os eleitores elegeram o presidente da Organização para a Libertação da Palestina, Mahmoud Abbas, para um mandato de quatro anos.
Sete candidatos disputaram a eleição. Abbas obteve mais de 67% dos votos expressos, o candidato independente Mustafa Barghouti ficou em segundo lugar com 21% e os candidatos restantes somaram os outros 12% dos votos. A eleição foi boicotada pelo Hamas e pela Jihad Islâmica. O Hamas pediu aos seus militantes para não participarem das eleições, mas não tentou perturbar as eleições. Na Faixa de Gaza, onde o Hamas é mais forte, estima-se que votaram cerca de metade dos eleitores elegíveis.
Nenhuma eleição presidencial ocorreu desde então. Abbas continuou no cargo desde o término do mandato de quatro anos, em 9 de janeiro de 2009, com próximas eleições repetidamente adiadas.